# سباق باريس روبيه 1921
سباق باريس- روبيكس عام 1921، هي النسخة الثانية والعشرين من سباق باريس- روبيكس، وهو سباق دراجات كلاسيكي ليوم واحد في فرنسا. أقيم السباق في 27 مارس 1921 وامتد لمسافة 263 كم (163 ميل) من باريس حتى نهايته في مضمار للدراجات في روبيه. فاز بالسابق الفرنسي هنري باليسر.

## النتائج
| الترتيب | الأسم                    | الزمن     |
| ------- | ------------------------ | --------- |
| 1       | هنري باليسر (فرنسا)      | 9h 2' 30″ |
| 2       | فرنسيس باليسر (فرنسا)    | +0' 40″   |
| 3       | ليون سيور (بلجيكا)       | +0' 42″   |
| 4       | رينيه فيرمانديل (بلجيكا) | +0' 45″   |
| 5       | رومان بيلينجيه (بلجيكا)  | +1' 55″   |
| 6       | بول ديمان (بلجيكا)       | +2' 18″   |
| 7       | هيكتور تيبيرجين (بلجيكا) | +3' 28″   |
| 8       | فيليكس غوتالس (فرنسا)    | +4' 45″   |
| 9       | إميل ماسون (بلجيكا)      | +7' 55″   |
| 10      | ألفريد ستوكس (بلجيكا)    | +8' 39″   |